# 1965 год в телевидении
Список 1965 год в телевидении описывает события в мире телевидения, произошедшие в 1965 году.

## События
- 2 января — первый выход в эфир Чехословацкого телевидения детской телевизионной передачи «Večerníček», ставшей на долгое время одной из любимых программ детской аудитории. На этой передаче выросло несколько поколений чешских детей.
- 18-23 февраля — впервые в СССР была показано кино в жанре многосерийного телефильма — Вызываем огонь на себя.
- 2 марта — вышла в эфир телевизионный альманах Подвиг.
- 29 марта — начало вещания «Третья программа ЦТ».
- 26 апреля — начало вещания бразильського телеканала "Rede Globo"
- 27 апреля — первая пробная передача с Дальнего Востока («Показывает Владивосток») для ЦТ с помощью спутника «Молния-1»[1].
- 6 августа — начался показ первого на советском телевидении зарубежного многосерийного телефильма «Капитан Тенкеш» (Венгерская Народная Республика); 13 серий были сгруппированы в 7 частей[2][3].
- 4 сентября — «Правда» первой из центральных советских газет начала публиковать (по субботам) программу передач Центрального телевидения на предстоящую неделю[4].
- 9 октября — вышла в эфир телепередача На улице Неждановой.

## Родились
- 26 января — Алексей Лысенков, ТВ-ведущий (Сам себе режиссёр, Уроки хороших манер, проректор МИКТРа).
- 1 мая — Константин Цивилёв, ТВ-ведущий, (Сегоднячко)
- 11 октября — Сергей Дадыко[источник не указан 1982 дня], ТВ-ведущий (программа Вести в 1994—2000 годах), диктор и комментатор[5].
- 19 октября — Григорий Головин, ТВ-знаток (Своя игра) и программист (ум. в 2012)[6].
- 2 ноября — Шахрух Хан, индийский ТВ-ведущий, актёр и продюсер.
- 6 ноября — Марина Хлебникова, ТВ-ведущая и певица.